# Alicja Kiepurska-Branicka
Alicja Jadwiga Kiepurska-Branicka (ur. 18 października 1926 w Żyrardowie, zm. 21 października 2009) – polska lekarka, ortopedka.

## Życiorys
Studiowała na Akademii Medycznej w Warszawie, uzyskując dyplom w 1951 roku. Tytuł doktorski zdobyła w 1964 dzięki pracy pt. „Zaburzenia wzrostowe głowy i szyjki głowy kości udowej w chorobie Perthesa w świetle badań klinicznych i doświadczalnych”. Kluczowe fragmenty jej pracy zostały opublikowane w renomowanym czasopiśmie Clinical Orthopaedics and Related Research. Objęła funkcję kierownika Kliniki Ortopedii CMKP po przejściu na emeryturę prof. Stefana Malawskiego, którą sprawowała do 1997 roku. Została odznaczona medalem imienia Adama Grucy nadawanym przez Polskie Towarzystwo Ortopedyczne i Traumatologiczne. Pełniła funkcję członka zarządu Polskiego Towarzystwa Ortopedycznego i Traumatologicznego. Do jej uczniów należeli Ryszard Sosnowski, Marcin Milecki oraz Stanisław Łukawski.